# Retta

Tipica rappresentazione di una retta come un segmento con estremi tratteggiati.

La retta o linea retta è uno dei tre enti geometrici fondamentali della geometria euclidea. Viene definita da Euclide nei suoi Elementi come un concetto primitivo. Un filo di cotone o di spago ben teso tra due punti è un modello materiale che ci può aiutare a capire cosa sia la retta, un ente geometrico immateriale senza spessore e con una sola dimensione.
La retta è illimitata in entrambe le direzioni, e inoltre contiene infiniti punti, cioè è infinita. Viene generalmente contrassegnata con una lettera minuscola dell'alfabeto latino (solitamente con la r).

## Definizione geometrica
La retta è il secondo ente fondamentale della geometria; geometricamente priva di alcuno spessore ha una sola dimensione: la lunghezza.

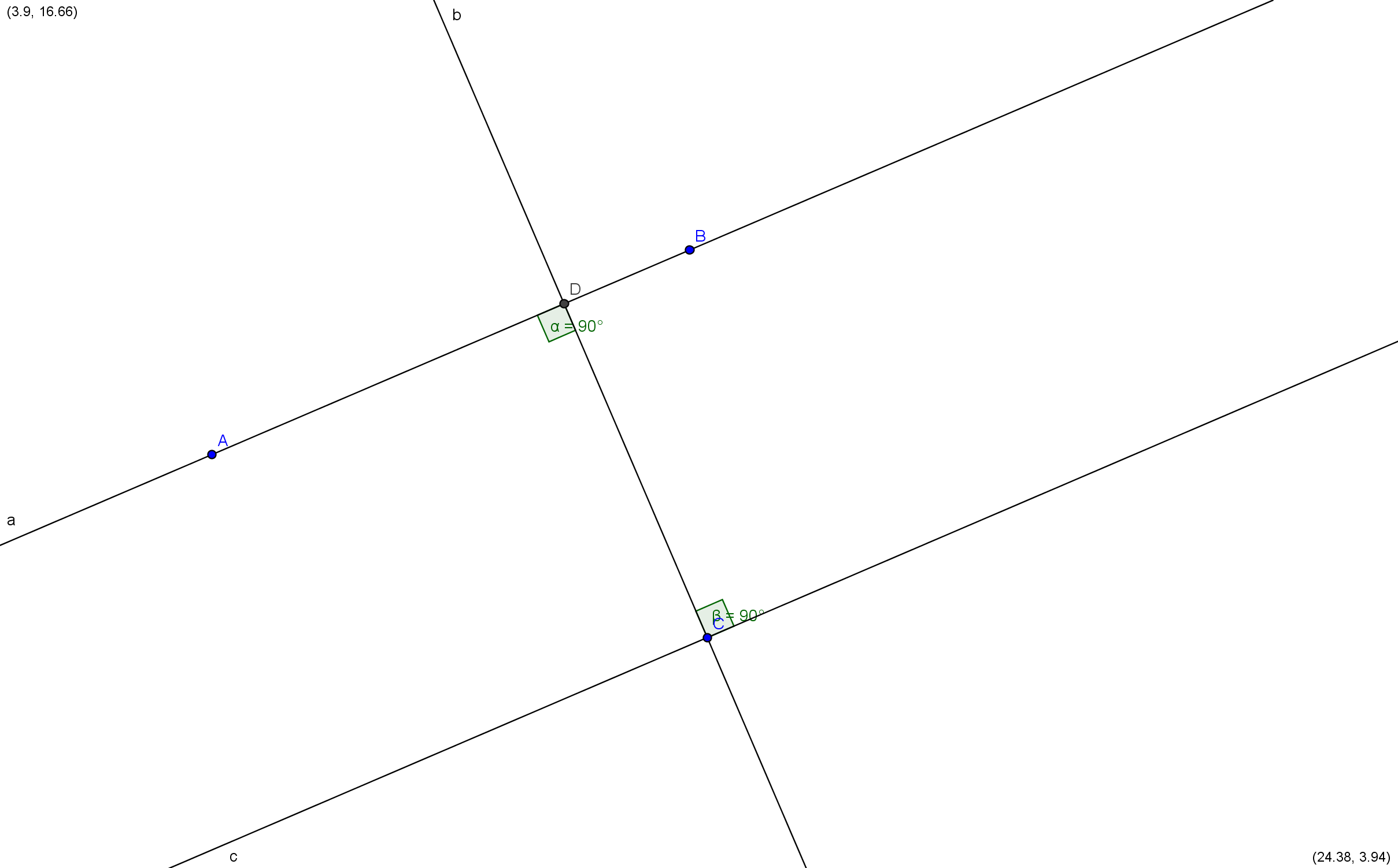
Esempio di rette complanari, di cui 2 parallele ed una incidente e perpendicolare a entrambe le altre due.

Una retta può giacere (cioè essere contenuta) nel piano o nello spazio tridimensionale.
Due rette nel piano possono essere:
- Incidenti se hanno un unico punto in comune. 
  - Un caso particolare di rette incidenti si ha quando le due rette formano nel punto di intersezione quattro angoli retti, in tal caso sono dette perpendicolari
- Parallele se non si intersecano o se hanno tutti i punti in comune; in questo caso sono coincidenti. Due rette parallele nel piano mantengono sempre la stessa distanza tra di loro (questa caratteristica, tipica della geometria euclidea, non è verificata per esempio nella geometria iperbolica, dove due rette parallele possono divergere).

Due rette nello spazio possono essere:
- Complanari se esiste un piano che le contiene entrambe. In questo caso, sono incidenti se si intersecano e parallele altrimenti.
- Sghembe se non sono contenute in un piano comune, e di conseguenza non hanno punti in comune né sono parallele.

Date due rette sghembe, per ognuna di esse passa un unico piano parallelo all'altra retta. La distanza tra questi due piani equivale alla distanza tra le due rette.

## Retta nel piano cartesiano
Una retta nel piano cartesiano è descritta da un'equazione lineare
{\displaystyle ax+by+c=0}
dove i coefficienti {\displaystyle a}, {\displaystyle b} e {\displaystyle c} sono dei numeri reali fissati, con {\displaystyle a} e {\displaystyle b} non contemporaneamente nulli.
Se {\displaystyle b\neq 0} oppure {\displaystyle a\neq 0}, è possibile descrivere la stessa retta in forma esplicita rispettivamente in una delle due forme seguenti:
{\displaystyle y=mx+q} oppure {\displaystyle x=m'y+q'}
dove {\displaystyle m} si chiama coefficiente angolare e quantifica la pendenza della retta. Nella prima delle equazioni di cui sopra il termine noto {\displaystyle q} rappresenta l'ordinata del punto di intersezione della retta con l'asse delle {\displaystyle y} (ordinata all'origine o intercetta), nella seconda il termine noto {\displaystyle q'} rappresenta l'ascissa del punto di intersezione della retta con l'asse delle {\displaystyle x}.

## Retta nello spazio euclideo tridimensionale
Nello spazio euclideo tridimensionale, una retta può essere descritta tramite equazioni cartesiane come luogo di intersezione di due piani non paralleli:
{\displaystyle \left\{{\begin{matrix}ax+by+cz+d=0\\a'x+b'y+c'z+d'=0\end{matrix}}\right.}
In questo caso le soluzioni del sistema dipendono da un solo parametro {\displaystyle t} ed è sempre possibile ricavare un insieme di equazioni parametriche per la retta:
{\displaystyle \left\{{\begin{matrix}x=x_{o}+lt\\y=y_{o}+mt\\z=z_{o}+nt\end{matrix}}\right.}
dove il vettore {\displaystyle {\mathbf {v} }=l{\mathbf {i} }+m{\mathbf {j} }+n{\mathbf {k} }} è un vettore parallelo alla retta e il punto {\displaystyle P(x_{0},y_{0},z_{0})} è un punto appartenente alla retta.
Se {\displaystyle l,m,n} sono tutti diversi da zero è possibile ricavare le cosiddette equazioni simmetriche della retta:
{\displaystyle {\frac {x-x_{0}}{l}}={\frac {y-y_{0}}{m}}={\frac {z-z_{0}}{n}}}
Sia le equazioni cartesiane che le equazioni parametriche della retta non sono univocamente determinate, e sono in effetti infinite.

## Retta in uno spazio euclideo n-dimensionale
Nello spazio euclideo {\displaystyle n}-dimensionale {\displaystyle \mathbb {R} ^{n}}, una retta è un insieme dei punti del tipo
{\displaystyle r=\{\mathbf {x} _{0}+t\mathbf {v} \ |\ t\in \mathbb {R} \}}
dove {\displaystyle \mathbf {x} _{0}} e {\displaystyle \mathbf {v} } sono due vettori fissati in {\displaystyle \mathbb {R} ^{n}} con {\displaystyle \mathbf {v} } diverso da zero. Il vettore {\displaystyle \mathbf {v} } descrive la direzione della retta, mentre {\displaystyle \mathbf {x} _{0}} è un qualsiasi punto della retta. Scelte differenti dei vettori {\displaystyle \mathbf {x} _{0}} e {\displaystyle \mathbf {v} } possono descrivere la stessa retta.
Questa definizione di retta nello spazio di dimensione {\displaystyle n} è una estensione della rappresentazione in forma esplicita nel piano descritta sopra. Descrivere invece una retta in forma implicita come insieme di vettori che soddisfano delle equazioni lineari è più complicato, perché per il teorema di Rouché-Capelli sono necessarie {\displaystyle n-1} equazioni.

## Distanza tra rette
Si definisce come distanza tra due rette {\displaystyle r} e {\displaystyle r'} la distanza minima tra due punti {\displaystyle P\in r}  e  {\displaystyle P'\in r'}.
Tale distanza è ovviamente nulla nel caso di due rette che si intersecano. Per esaminare i restanti due casi (rette parallele e sghembe) verrà utilizzata la rappresentazione parametrica, che permette una trattazione unitaria per tutte le dimensioni. Siano dunque date due rette {\displaystyle \mathbf {r} } e {\displaystyle \mathbf {r'} } di equazioni parametriche rispettivamente:
{\displaystyle \mathbf {r} =\mathbf {a} +\mathbf {b} t\qquad e\qquad \mathbf {r'} =\mathbf {c} +\mathbf {d} t'}
dove {\displaystyle \mathbf {b} } e {\displaystyle \mathbf {d} } sono i loro vettori direzionali e {\displaystyle \mathbf {a} } e {\displaystyle \mathbf {c} } i vettori associati al punto {\displaystyle T} della retta {\displaystyle \mathbf {r} } e al punto {\displaystyle T'} della retta {\displaystyle \mathbf {r'} }, relativamente alla terna cartesiana {\displaystyle \mathbf {\mathit {XYZ}} }.

### Distanza tra rette parallele
Dato che le rette sono parallele possiamo misurare la distanza a partire da un punto qualsiasi della prima retta. Scegliamo il punto di {\displaystyle \mathbf {r} } segnato dal vettore {\displaystyle \mathbf {a} }. Ogni punto della retta {\displaystyle \mathbf {r'} } può essere espresso nella forma {\displaystyle \mathbf {c} +t'\mathbf {d} }. Se chiamo {\displaystyle \mathbf {q} } il vettore ortogonale a {\displaystyle \mathbf {b} } che segna la distanza dall'altra retta, allora per le proprietà del prodotto scalare
{\displaystyle 0=\mathbf {q} \cdot \mathbf {b} =(\mathbf {c} +t'\mathbf {d} -\mathbf {a} )\cdot \mathbf {b} }
Ottenuto {\displaystyle \mathbf {q} } risolvendo la precedente equazione (incognita in {\displaystyle t'}) è sufficiente calcolare la norma di {\displaystyle \mathbf {q} } quindi con riferimento all'equazione parametrica la distanza {\displaystyle d(r,s)} fra due rette parallele {\displaystyle r} e {\displaystyle s} si può scrivere come:

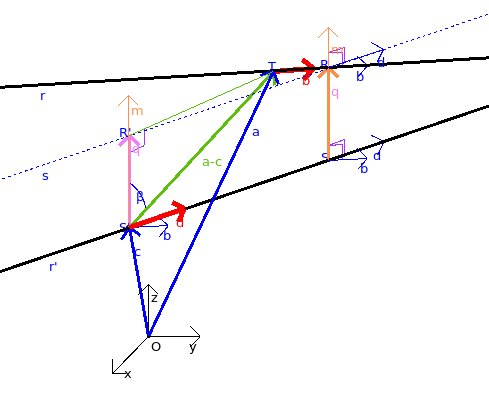
Rette sghembe.

{\displaystyle d(r,s)=\left|\mathbf {rs} \times {\frac {\mathbf {v} }{\left|\mathbf {v} \right|}}\right|}
dove il vettore {\displaystyle \mathbf {v} } è un vettore parallelo alle rette e il vettore {\displaystyle \mathbf {rs} } è il vettore che congiunge un punto {\displaystyle R(x_{r},y_{r},z_{r})} della retta {\displaystyle r} e un punto {\displaystyle S(x_{s},y_{s},z_{s})} della retta {\displaystyle s} ovvero la distanza fra due rette parallele è data dalla proiezione del vettore {\displaystyle \mathbf {rs} } nel verso ortogonale alle stesse.
Dimostrazione: dalle formule del prodotto vettoriale, i moduli dei versori sono unitari, resta:
{\displaystyle \ \left|\mathbf {rs} \right|\,\mathrm {sin} \,\theta }

### Distanza tra rette sghembe
Se definiamo {\displaystyle \mathbf {q} } come il vettore ortogonale a {\displaystyle \mathbf {b} {\mbox{ e }}\mathbf {d} }, la cui norma è la distanza tra le due rette, il nostro problema si riduce a trovare la norma di {\displaystyle \mathbf {q} }. I tre vettori {\displaystyle \mathbf {q} }, {\displaystyle \mathbf {b} } e {\displaystyle \mathbf {d} } sono una base, e possiamo quindi facilmente scomporre il vettore {\displaystyle \mathbf {a} -\mathbf {c} } lungo le tre componenti. Quindi
{\displaystyle (\mathbf {a} -\mathbf {c} )={\frac {(\mathbf {a} -\mathbf {c} )\cdot \mathbf {b} }{\|b\|}}{\frac {\mathbf {b} }{\|b\|}}+{\frac {(\mathbf {a} -\mathbf {c} )\cdot \mathbf {d} }{\|d\|}}{\frac {\mathbf {d} }{\|d\|}}+{\frac {(\mathbf {a} -\mathbf {c} )\cdot \mathbf {q} }{\|q\|}}{\frac {\mathbf {q} }{\|q\|}}}
Molto semplicemente si ricava che
{\displaystyle (\mathbf {a} -\mathbf {c} )-{\frac {(\mathbf {a} -\mathbf {c} )\cdot \mathbf {b} }{\|b\|}}{\frac {\mathbf {b} }{\|b\|}}-{\frac {(\mathbf {a} -\mathbf {c} )\cdot \mathbf {d} }{\|d\|}}{\frac {\mathbf {d} }{\|d\|}}={\frac {(\mathbf {a} -\mathbf {c} )\cdot \mathbf {q} }{\|q\|}}{\frac {\mathbf {q} }{\|q\|}}=\mathbf {q} }
con riferimento all'equazione parametrica la distanza {\displaystyle d(r,s)} fra due rette sghembe {\displaystyle r} e {\displaystyle s} si può scrivere come:
{\displaystyle d(r,s)=\left|\mathbf {rs} \cdot {\frac {\mathbf {n} }{\left|\mathbf {n} \right|}}\right|}
dove il vettore {\displaystyle \mathbf {rs} } è il vettore che congiunge un punto {\displaystyle R(x_{r},y_{r},z_{r})} della retta {\displaystyle r} che ha vettore parallelo {\displaystyle \mathbf {vr} } e un punto {\displaystyle S(x_{s},y_{s},z_{s})} della retta {\displaystyle s} che ha vettore parallelo {\displaystyle \mathbf {vs} }, il vettore {\displaystyle \mathbf {n} } è il vettore ortogonale {\displaystyle \mathbf {n} =\mathbf {vr} \times \mathbf {vs} } ovvero la distanza fra due rette sghembe è data dalla proiezione del vettore {\displaystyle \mathbf {rs} } nel verso del vettore {\displaystyle \mathbf {n} }.
Dimostrazione: dalle formule del prodotto scalare il modulo del versore è unitario, resta : {\displaystyle \left|\mathbf {rs} \right|\cos \theta }